# Pachomius maculosus
Pachomius maculosus är en spindelart som först beskrevs av Arthur M. Chickering 1946.  Pachomius maculosus ingår i släktet Pachomius och familjen hoppspindlar. Inga underarter finns listade i Catalogue of Life.